# جورج كيرن (محامي)
جورج كيرن (بالإنجليزية: George Calvin Kern, Jr.)‏ هو محامي أمريكي، ولد في 19 أبريل 1926 في بالتيمور في الولايات المتحدة، وتوفي في 27 نوفمبر 2012 في نيويورك في الولايات المتحدة.